# Гайковий ключ

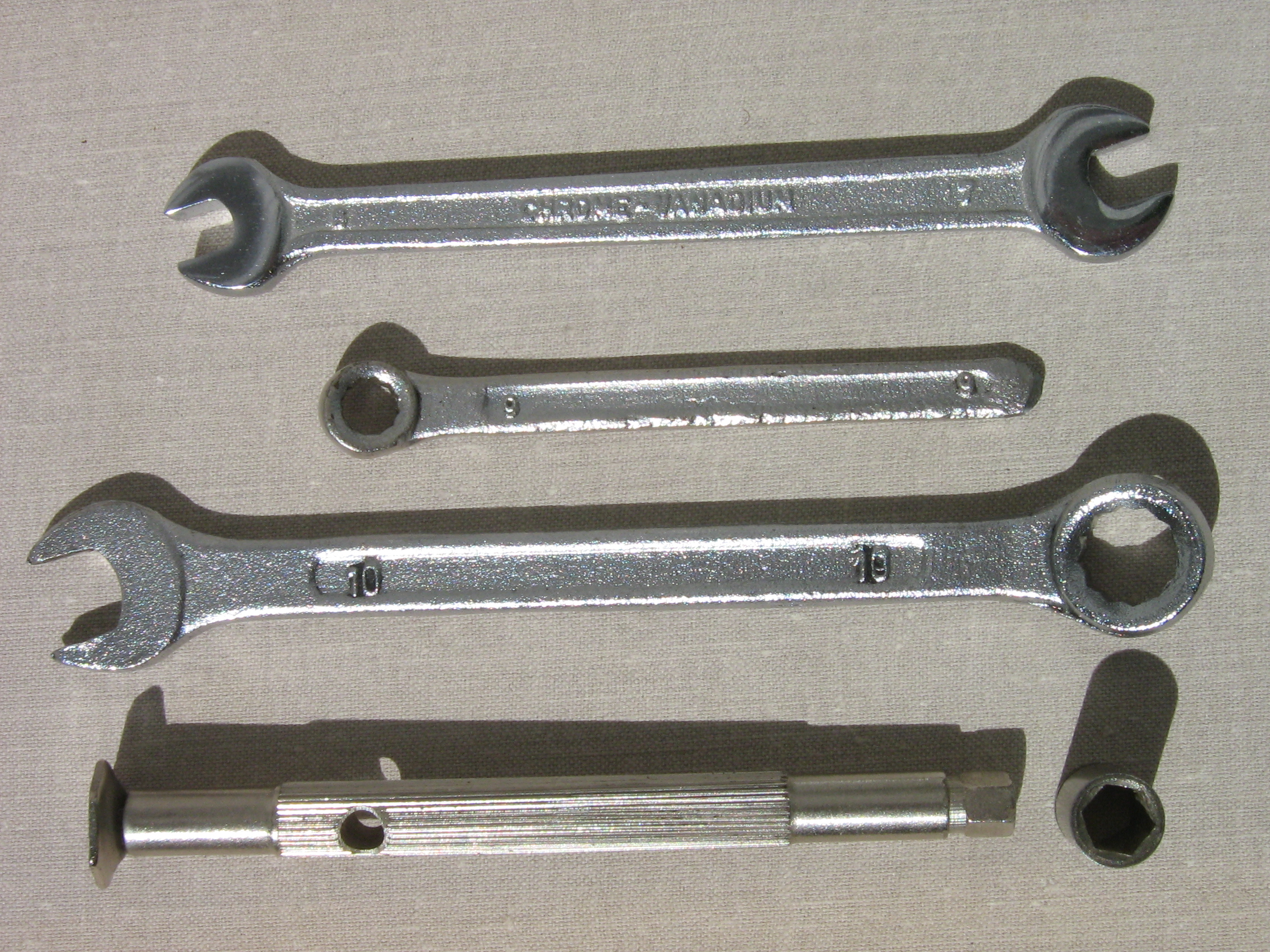
Гайкові ключі

Гайкови́й ключ, також му́тровий ключ — інструмент для з'єднання (роз'єднання) різьбового з'єднання шляхом закручування (розкручування) болтів, гайок і інших деталей. Ключі розділяють на ріжкові та накидні (існують також комбіновані). Відстань між робочими поверхнями ключа називається зівом (отвором). Розмір зіва (номер) стандартизований, в Україні визначається вимогами ДСТУ.

## Історія винаходу

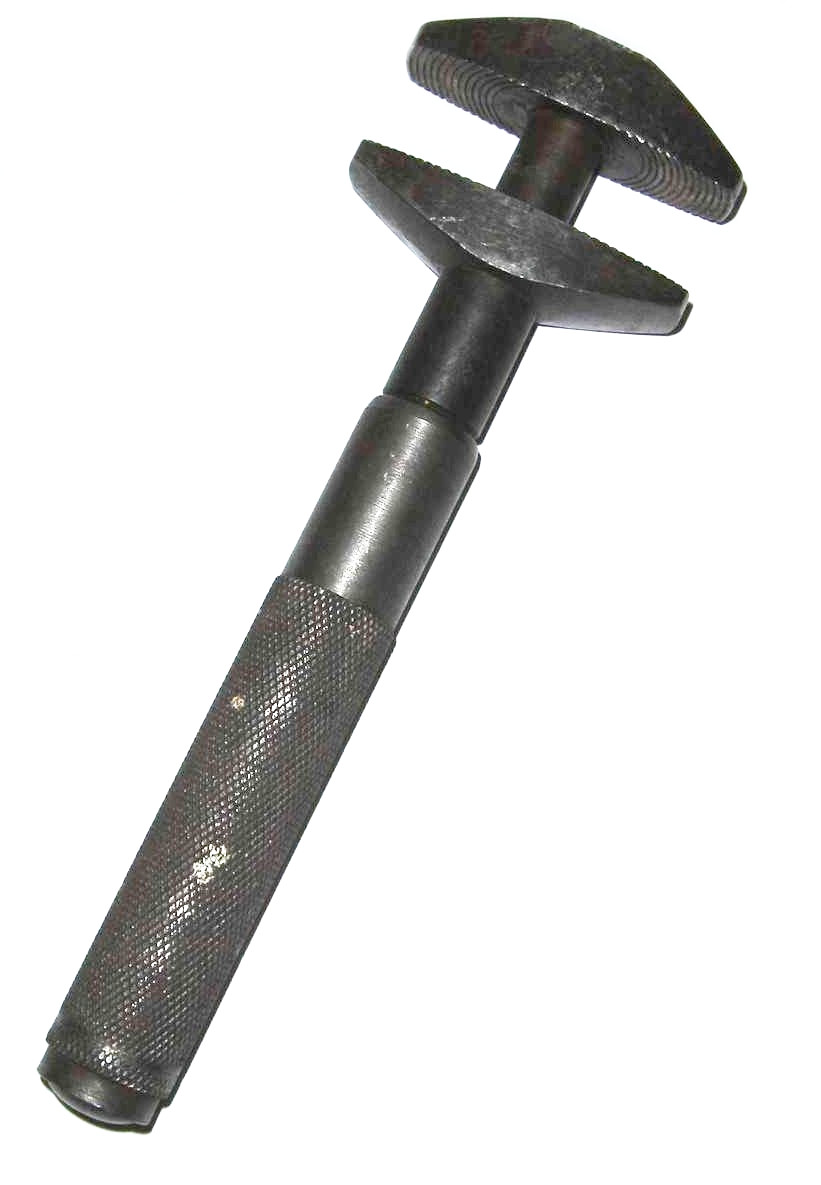
Французький ключ

Перші згадки про гайковий ключ в Європі зустрічаються у XV столітті. Проте широке розповсюдження гайкові ключі отримали лише в XIX столітті. Одними з перших на виробництві гайкових ключів спеціалізувалась фірма Mauser. Зараз неможливо визначити авторство винаходу гайкового ключа. У XIX—XX століттях зареєстровано безліч патентів на різні моделі ключів. Найперші моделі розвідних ключів з переставними губками («англійський ключ») були винайдені Едвіном Бердом Баддінгом (англ. Edwin Beard Budding), а модель розсувного ключа (т.з. «французький») винайшов і запатентував Ле Руа-Трібо у 1837 р. В 1892 Юган Петтер Юганссон модифікував розвідний ключ, додавши в конструкцію черв'як, такий ключ довгий час називався «шведським». Оскільки існувала велика кількість конструкцій і патентів на різні типи ключів, ніякої класифікації спочатку не дотримувалися. Тільки наприкінці XIX — початку XX століть остаточно намітилося розділення стандартів ключів на метричну і дюймову системи.

## Сфера застосування

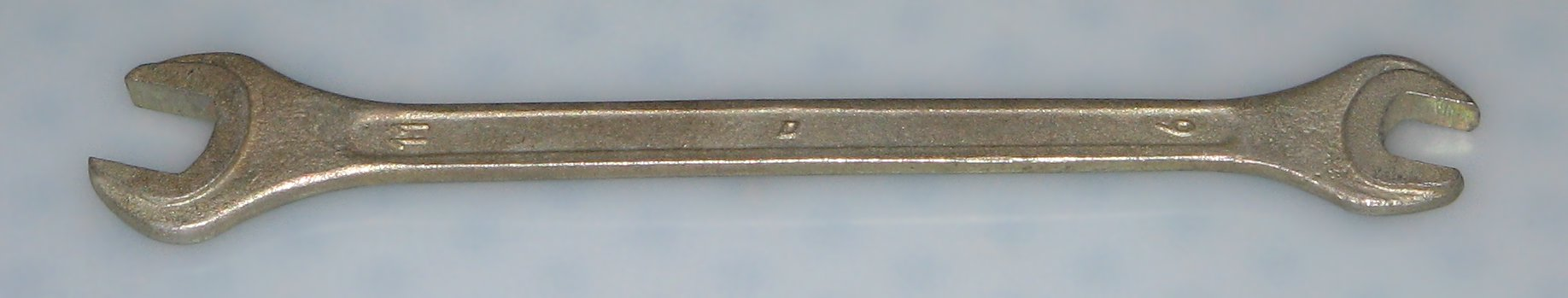
Ріжковий ключ

Незважаючи на простоту конструкції, гайковий ключ застосовується практично у всіх областях техніки для збірки механізмів різних рівнів складності. Деякі типи ключів використовуються навіть на Міжнародній космічній станції.
Найпоширенішим типом гайкового ключа є звичайний дворіжковий ключ. Більшість ключів в наш час[коли?] виготовляються із спеціального сплаву хрому і ванадію або інструментальної сталі.
Ідеограма із зображенням гайкового ключа практично однозначно асоціюється з ремонтом або сервісним обслуговуванням.

## Типи гайкових ключів

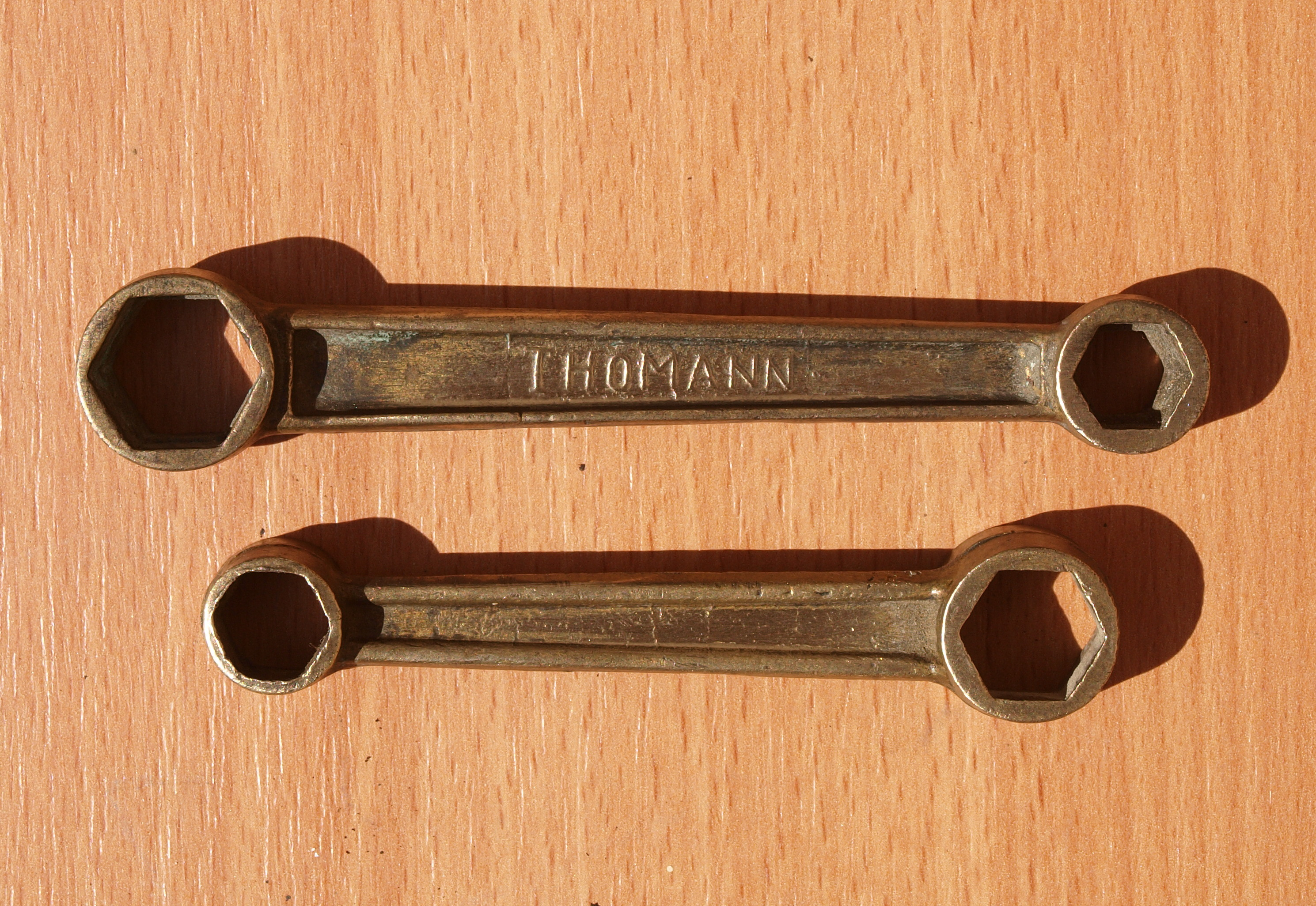
Накидні ключі

### Монолітні

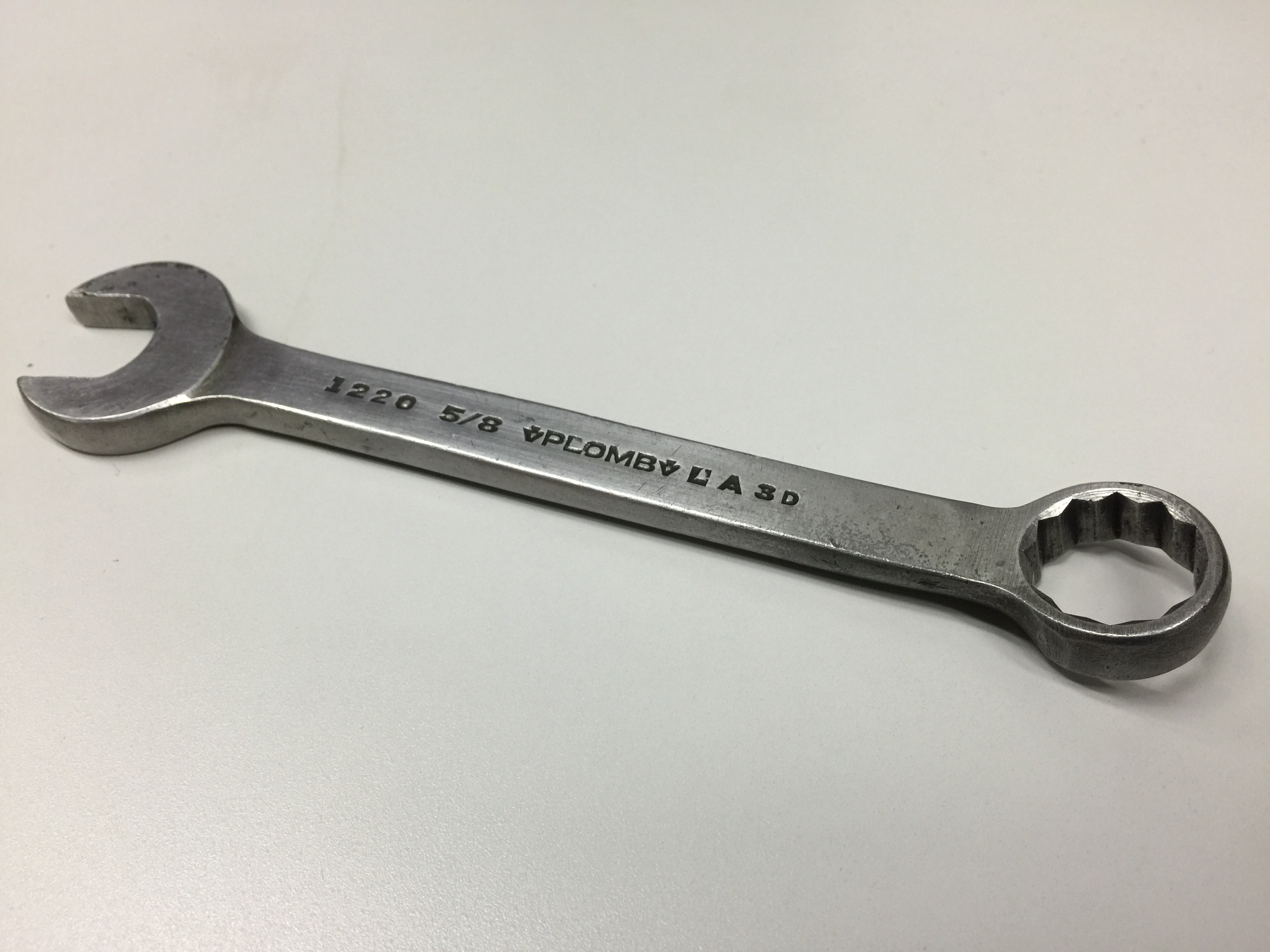
Комбінований ключ

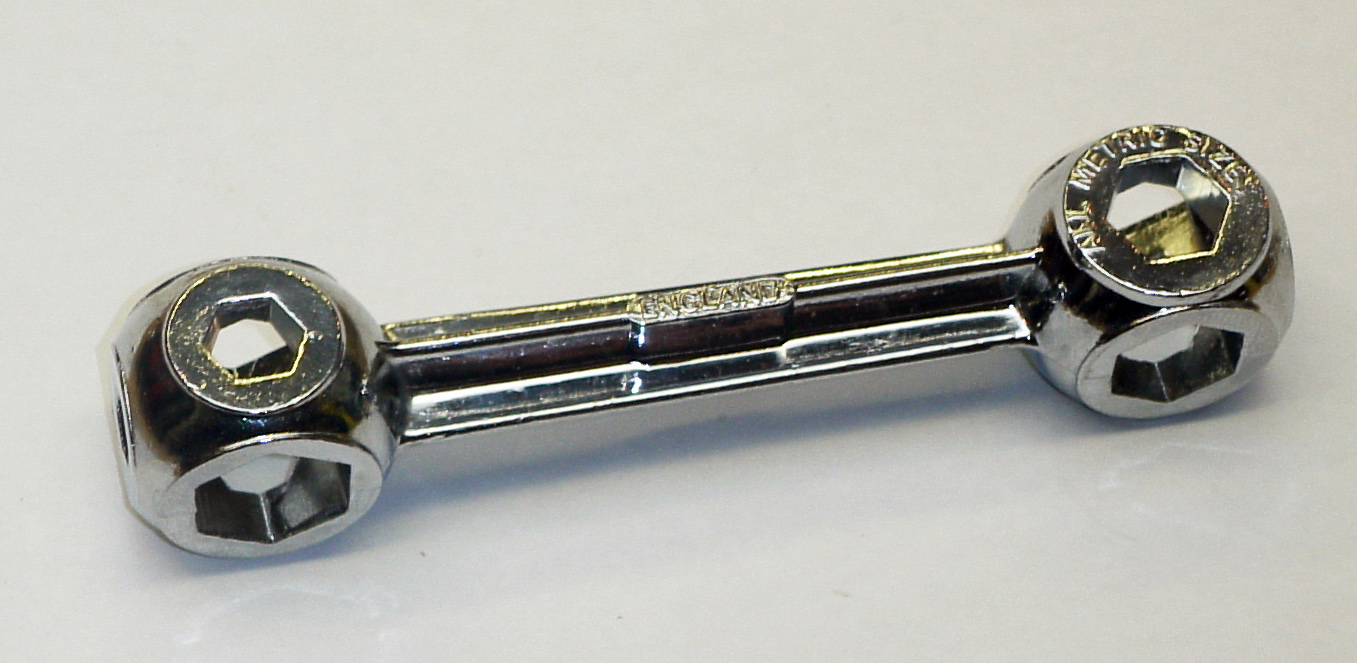
Ключ «собача кістка»

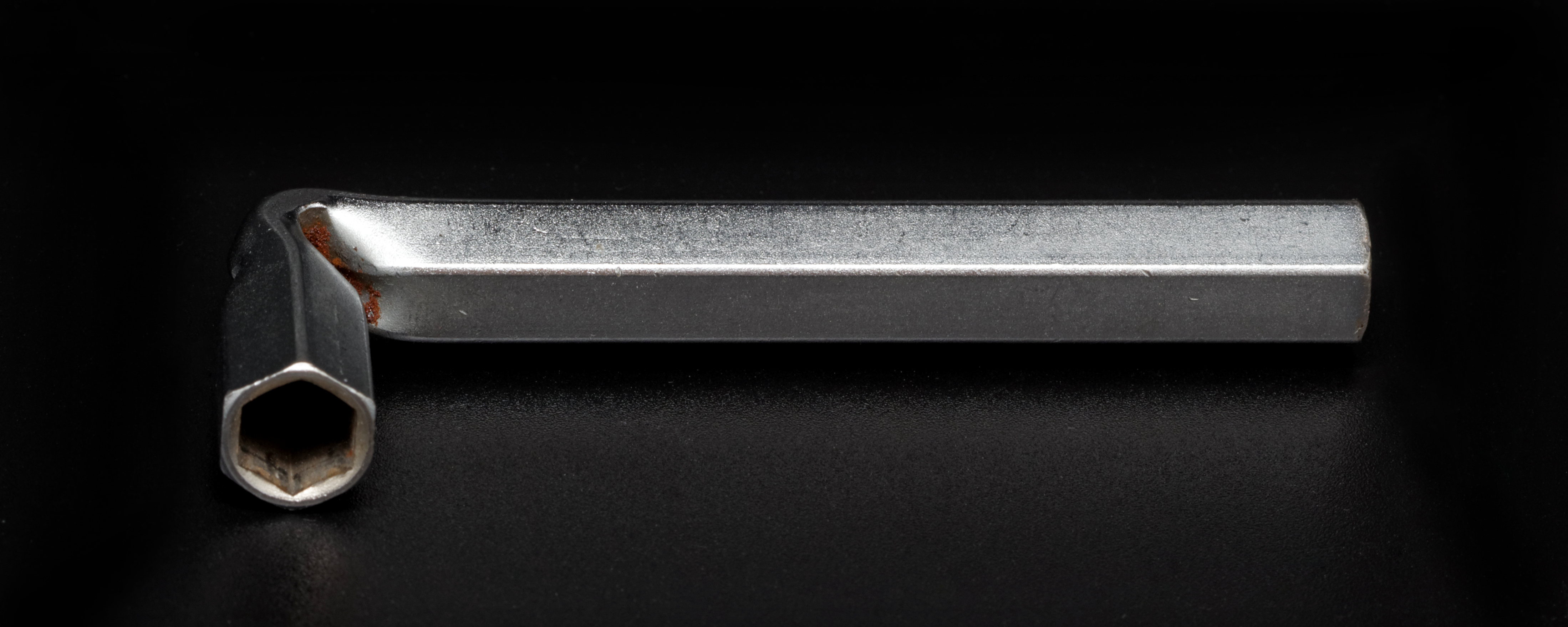
Торцевий ключ

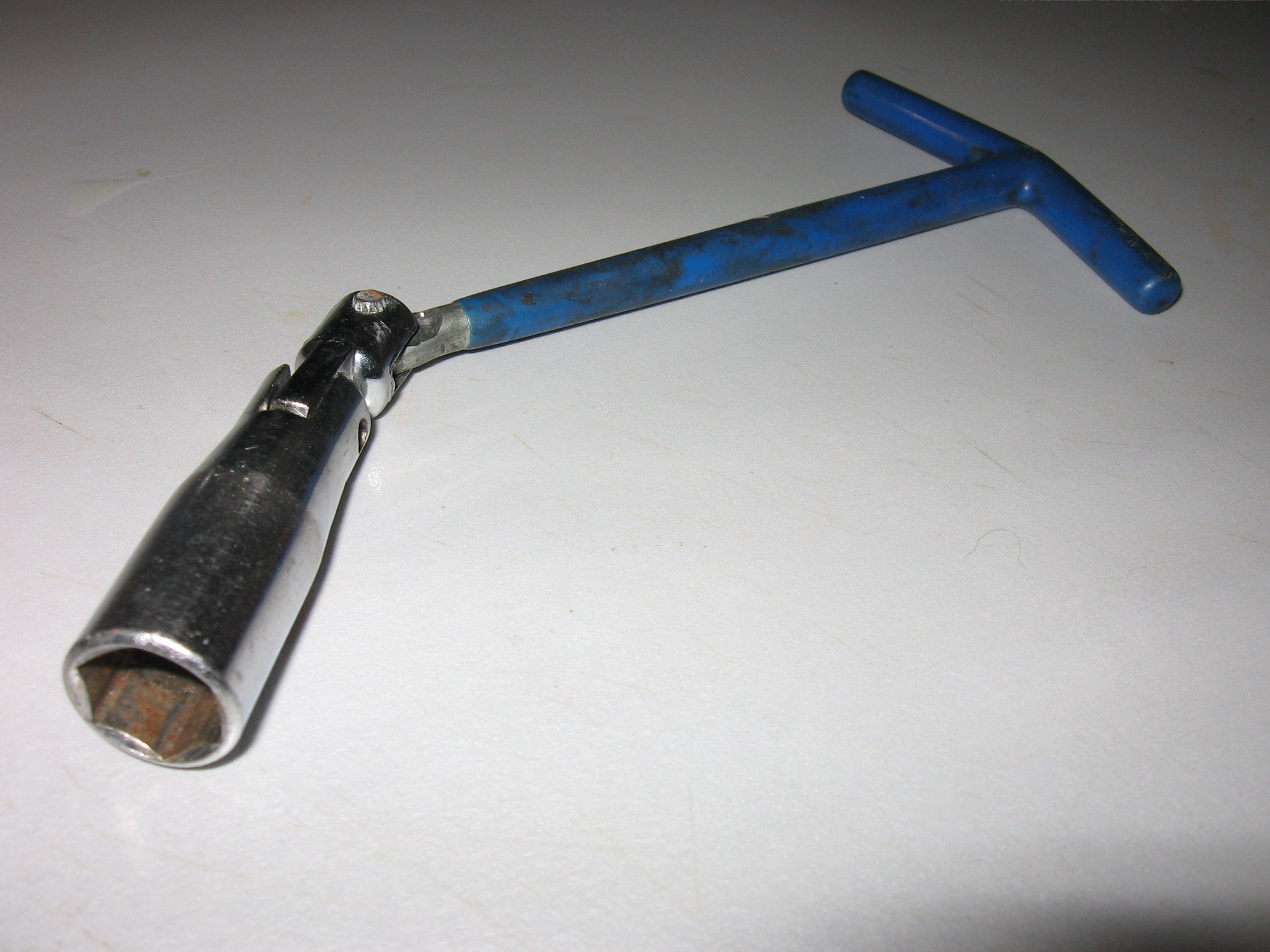
Свічковий ключ

- Ріжковий (дворіжковий) — найбільш поширений вид гайкового ключа. Відстанню між внутрішніми поверхнями ріжків (губок) визначається номер ключа. Часто має два зіви: у цьому разі їхні номери є сусідніми (наприклад, 8/10)
  - Ударний (англ. slugging wrench) — різновид ріжкового ключа із зівом тільки на одному кінці і масивним руків'ям, яке уможливлює завдавати по ньому ударів молотом. При цьому ймовірно утворення іскор, тому для роботи у вибухонебезпечних місцях слід використовувати іскробезпечні ключі, покриті шаром міді чи виготовлені цілком з берилієвої бронзи.
- Накидний (кільцевий) — ріжки в нього замінені суцільним кільцем
- Комбінований — з ріжковим зівом на одному кінці і кільцевим (рідше з шарнірною торцевою головкою) на другому
- Розрізний ключ — ріжковий ключ зі збільшеним охопом. Застосовується здебільшого для роботи з трубопроводами, там, де труба унеможливлює накидання накидного ключа, а м'який матеріал деталі робить неможливим передачу достатнього крутного моменту від ріжкового ключа. Існують розрізні ключі, в яких охоплювальне кільце можна стягати в місці розрізу додатковим болтиком, в такому разі він у стягнутому положенні не відрізняється від накидного.
- Ключ «собача кістка», ключ «гантель» (англ. dumbbell spanner, dogbone wrench) — накидний ключ з кубічними кінцями, що містять кілька зівів
- Радіусний або C-подібний — ключ у вигляді півкруглого плоского гака з виступом на кінці. Призначений для гайок зі зовнішніми шліцами.
- Ключ для мастильних фільтрів — ключ для робіт з мастильними фільтрами
- Спицевий — для монтажу велосипедних спиць
- Штирковий — ключ з двома штирками на ріжках (або розсувних пластинах). Призначений для деталей з отворами замість шліца.
- Торцевий (люльковий, гніздовий) — ключ у вигляді стрижня із заглибленням на торці.
  - Балонний — різновид торцевого, має поперечну рукоятку-вороток
  - Для гідрантів — різновид торцевого, з довгим стрижнем і воротком, призначений для відкривання колодязних гідрантів
  - Свічковий — різновид торцевого. Призначений для робіт зі свічками запалювання
  - Для настроювання музичних інструментів — торцевий ключ для регулювання гайок на кілочках струнних музичних інструментів (зазвичай фортепіано, але також і представників скрипкової родини).

Ручка до гніздових ключів може бути:
- шарнірною;
- з храповим механізмом (тріскачкою), така ручка дозволяє працювати з деталлю, не переставляючи ключ;
- зігнутою;
- з викрутковою рукояткою.

### Розвідні
- Розвідний — різновид ріжкового ключа, у якого просвіт губок (розмір ключа) може плавно змінюватися в широких межах.
  - Шведський (частіше називається просто «розвідним») — різновид розвідного ключа, у якого одна з губок приводиться в рух черв'ячним механізмом. У США відомий під розмовною назвою crescent wrench — від найменування фірми Crescent.
  - Англійський ключ чи «ключ монкі» — застарілий різновид розвідного ключа молотоподібної форми з масивними губками.
  - Французький — застарілий різновид розвідного ключа, що має Т-подібну форму. Також відомий як «ключ монкі» (англ. monkey wrench — «мавпячий ключ», яким називали в різні часи «англійський» і «шведський» гайкові ключі).
  - Трубний (газовий, штанговий) — різновид розвідного ключа, у якого сила обхвату деталі ключем визначається обертальною силою.
- Переставний ключ або переставні кліщі — кліщі з переставною віссю важеля

### Складні
- Торцевий зі змінними головками — складається з порожнистого циліндра (гнізда), який використовується для кріплення насадок торцевого типу та додаткових пристосувань для роботи з ключем — коротких і довгих рукояток, рукояток з карданним валом.

### Зі специфічним профілем

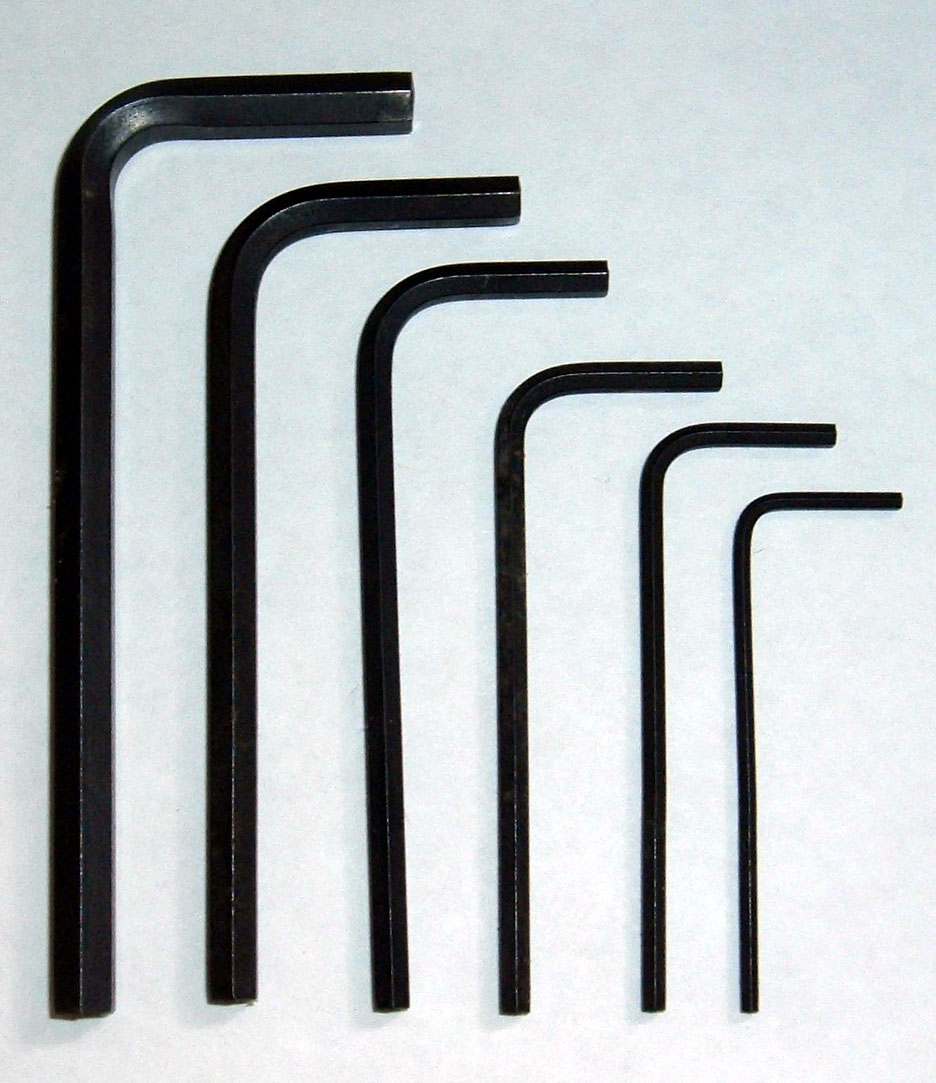
Шестигранні ключі

- Шестигранний (ключ Аллена, імбусовий ключ) — L-подібний, виготовлений з шестигранної заготовки різних розмірів. Призначений для гайок і болтів з шестигранним шліцом.
- Бристольський (Bristol®) — як і шестигранний, призначений для роботи з деталями зі втопленими гніздами. Відрізняється формою профілю — з шістьма або більш квадратними зубами. Застосуються для роботи з крихкими і неміцними матеріалами.
- типу TORX® — схожий з шестигранним тип ключа, профіль у вигляді шестикінцевої зірки. Застосовується в комп'ютерному устаткуванні.
- ремінні, або ланцюгові — ключі, що затягаються самі, з ременем або ланцюгом зі шкіри або гуми. Застосовується для захвату циліндрових деталей.

### З додатковими можливостями
- Динамометричний ключ — ключ з вбудованим динамометром для контролю момента затягування різьбових з'єднань, запобігає пошкодженню деталей внаслідок прикладення надмірного зусилля.

## Гайкові ключі в геральдиці
- Силует французького чи англійського ключа присутній на дорожньому знаку «Технічне обслуговування автомобілів».
- Зображення англійського ключа і молота присутнє на гербі міста Пологи Запорізької області.

## Галерея

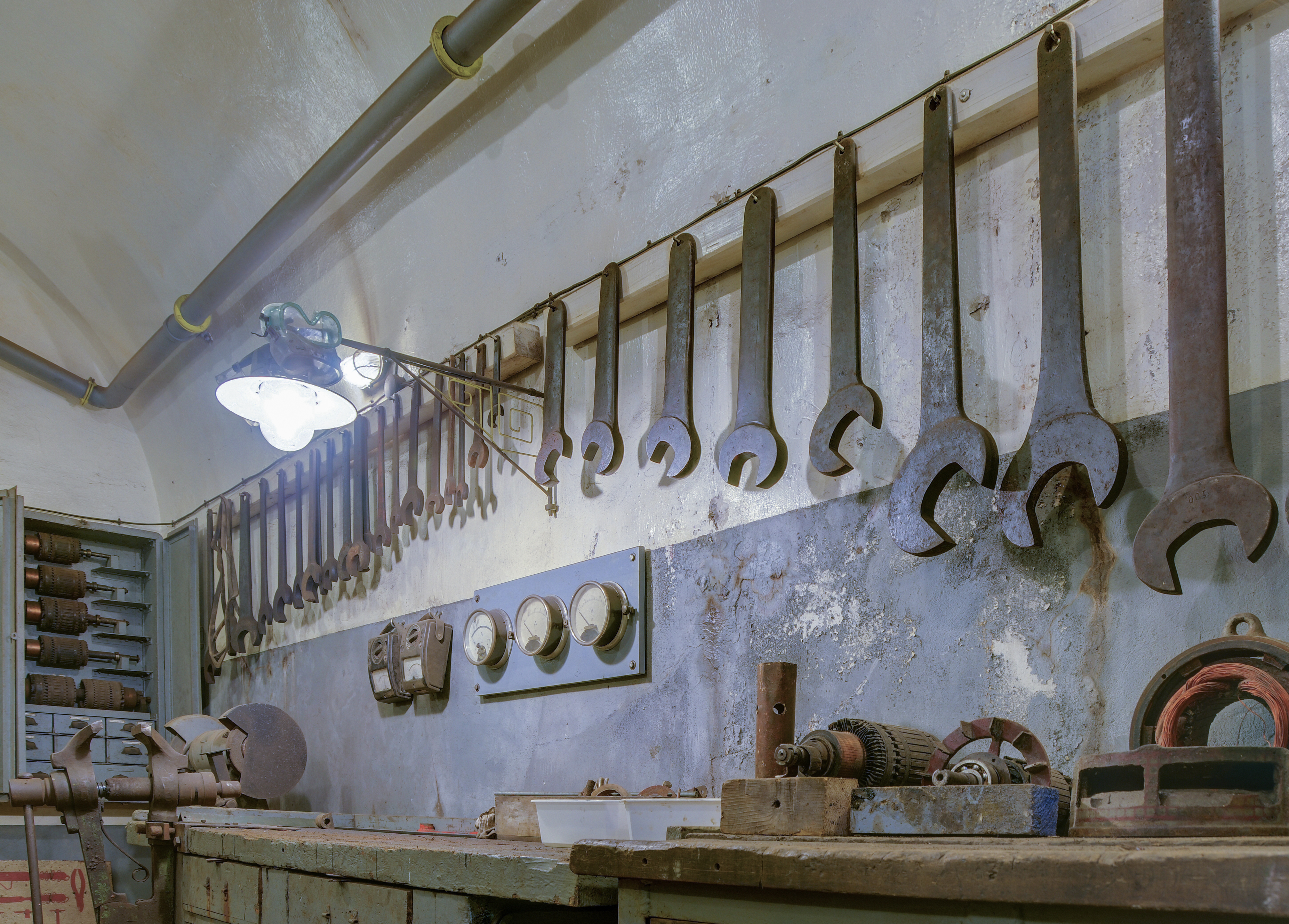
Ріжкові ключі у майстерні
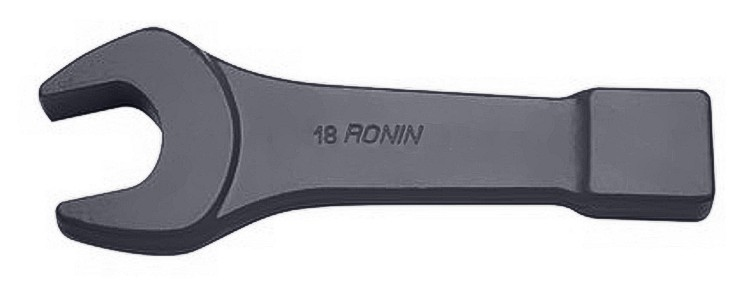
Ударний ключ
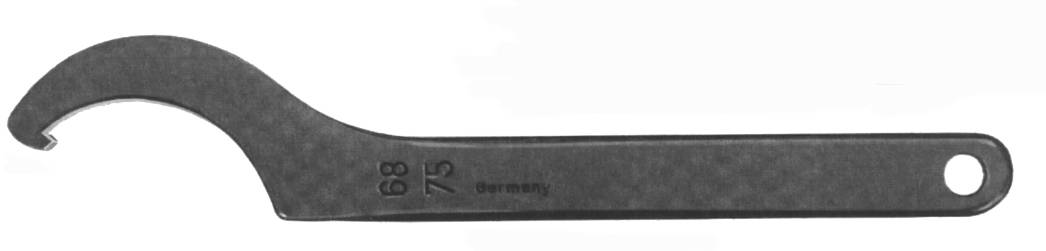
Радіусний ключ
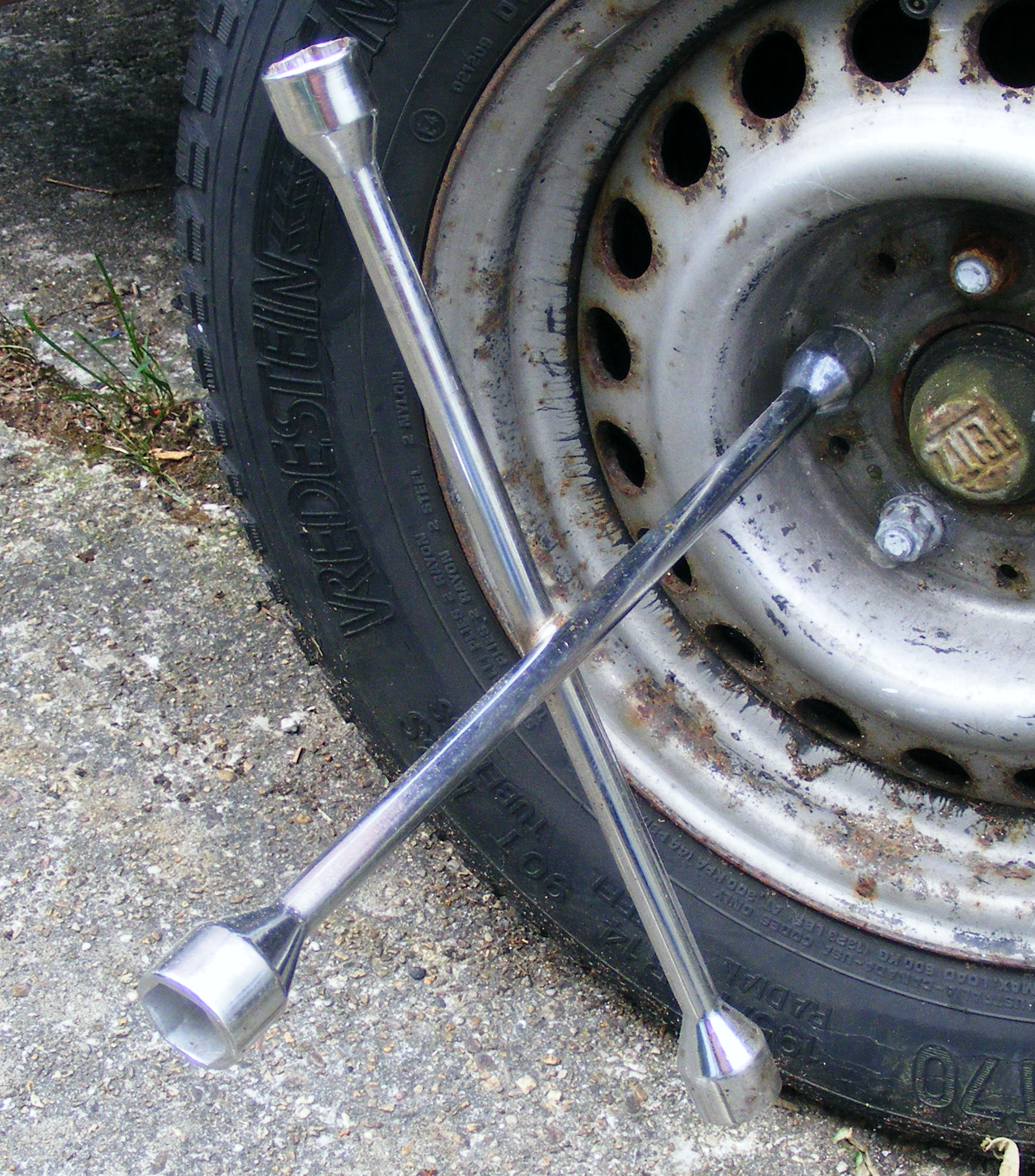
Балонний ключ при монтажі коліс
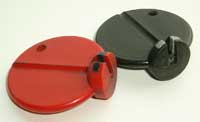
Спицеві ключі
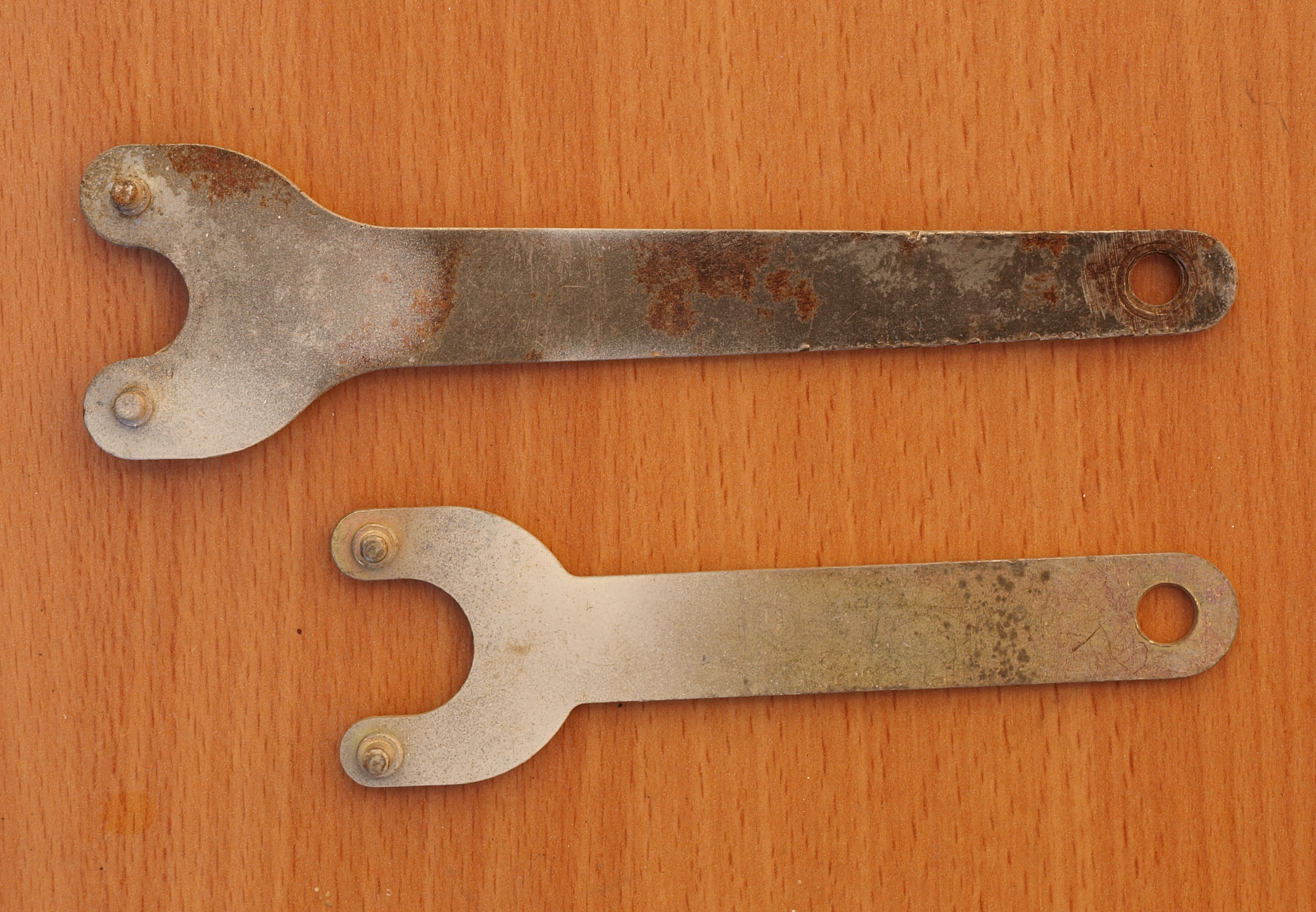
Штирковий ключ
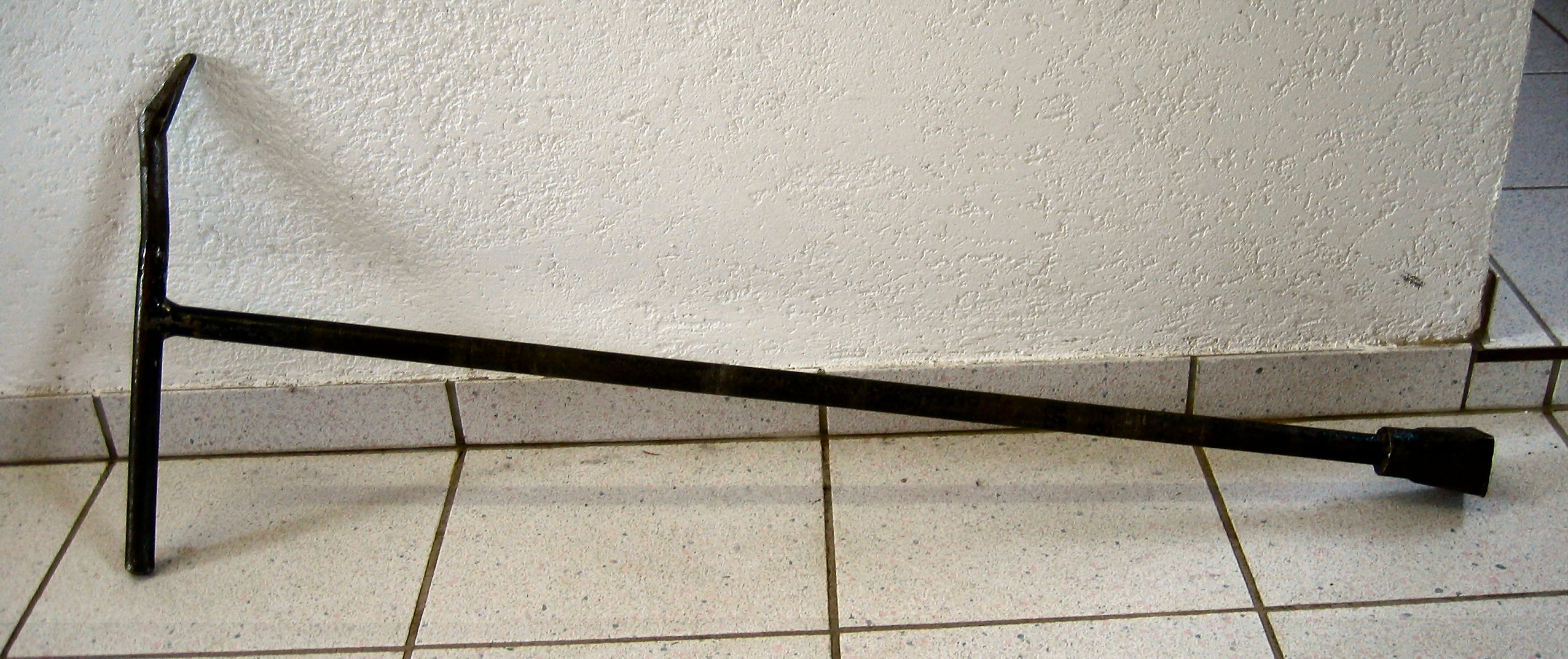
Ключ для гідрантів
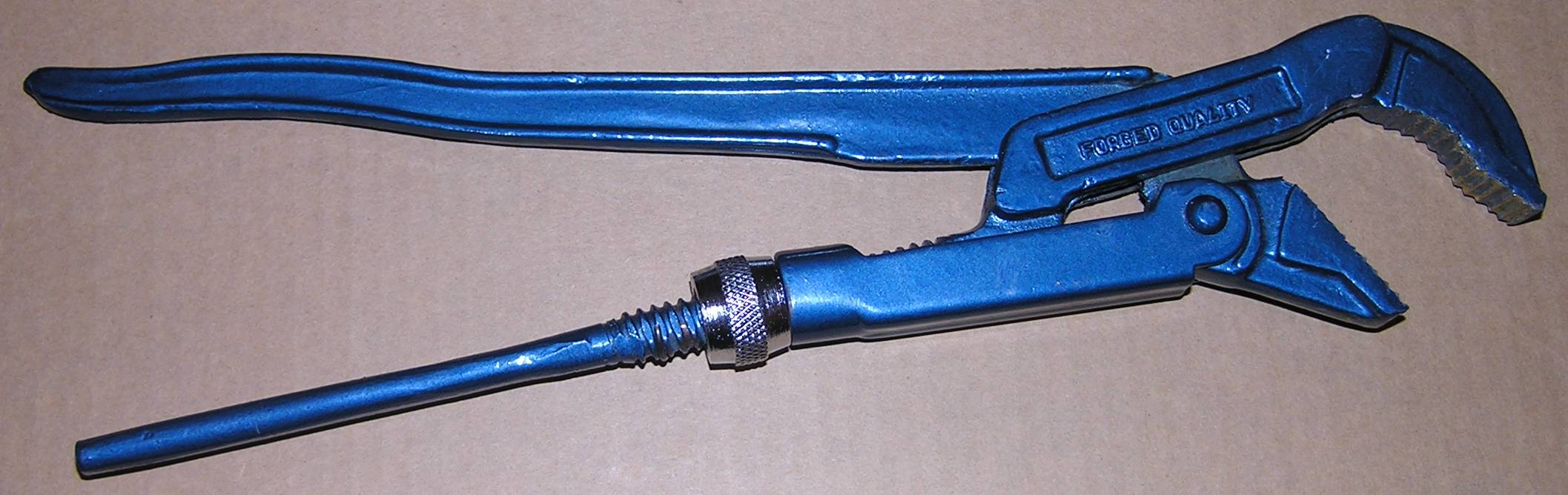
Трубний ключ
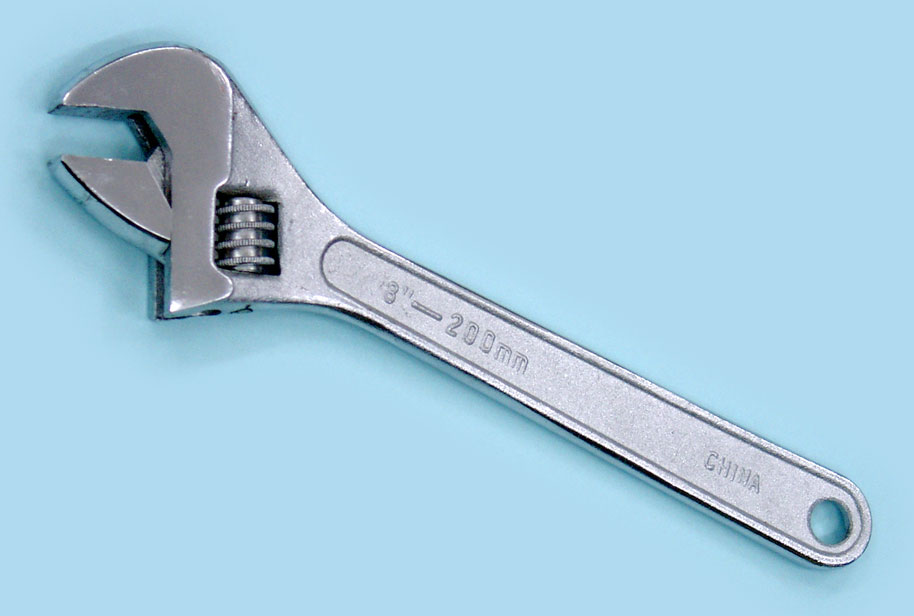
Розвідний шведський ключ
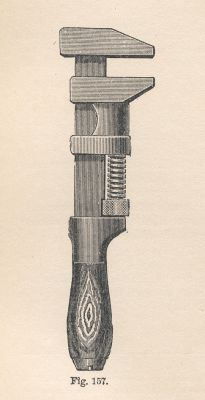
Англійський ключ
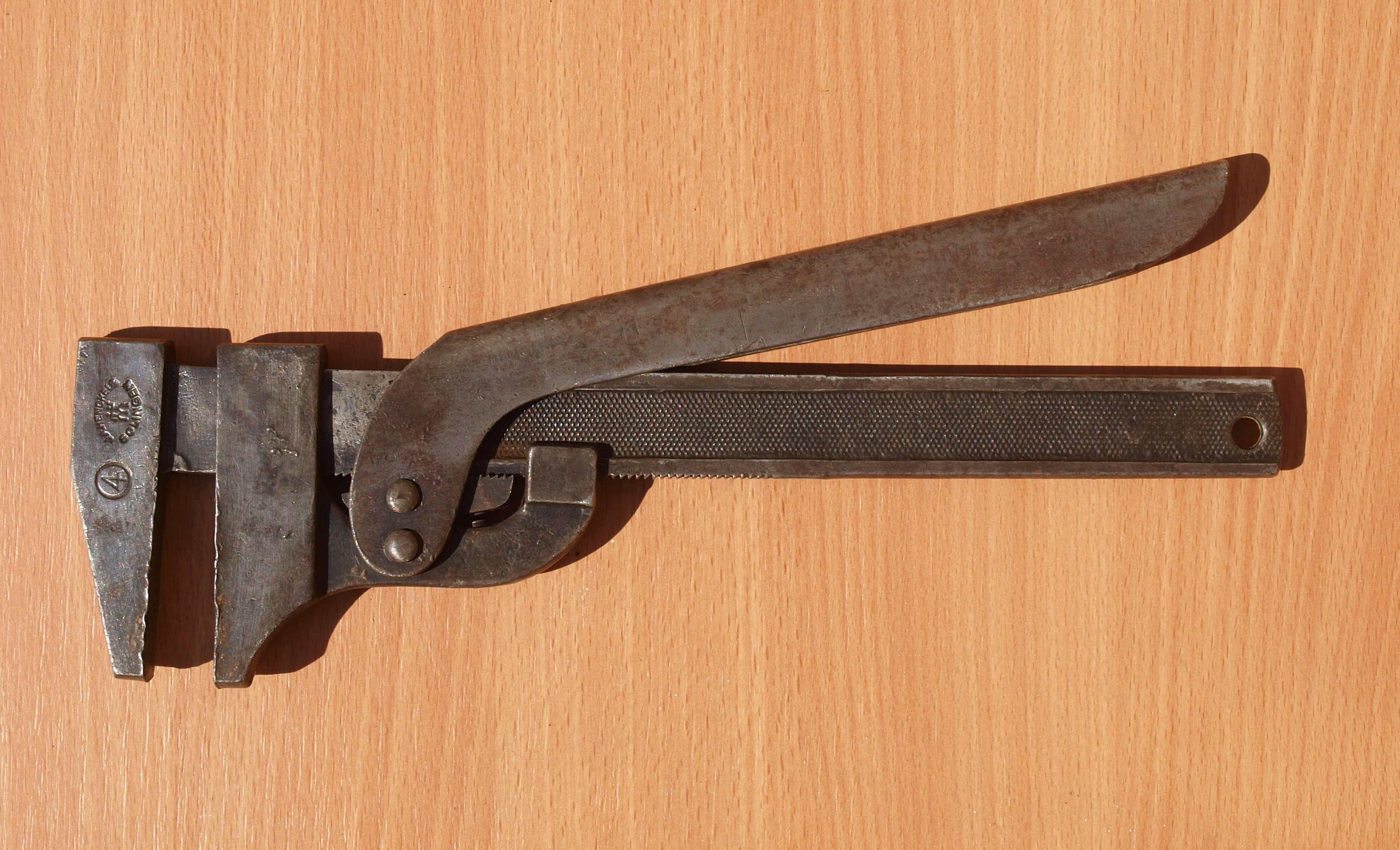
Англійський ключ з важелем
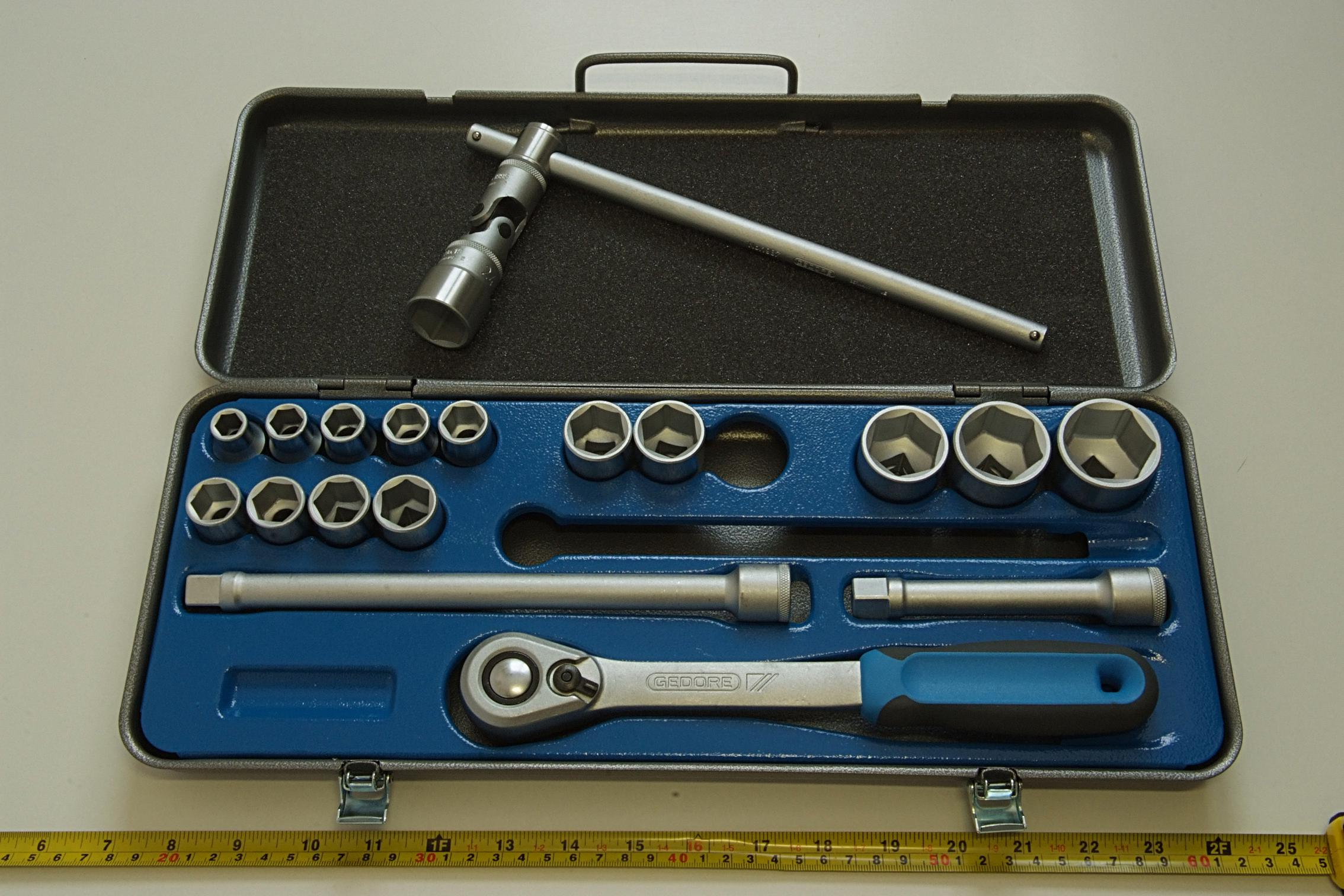
Гніздовий ключ з набором насадок
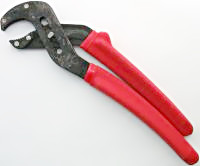
Переставний ключ (кліщі)
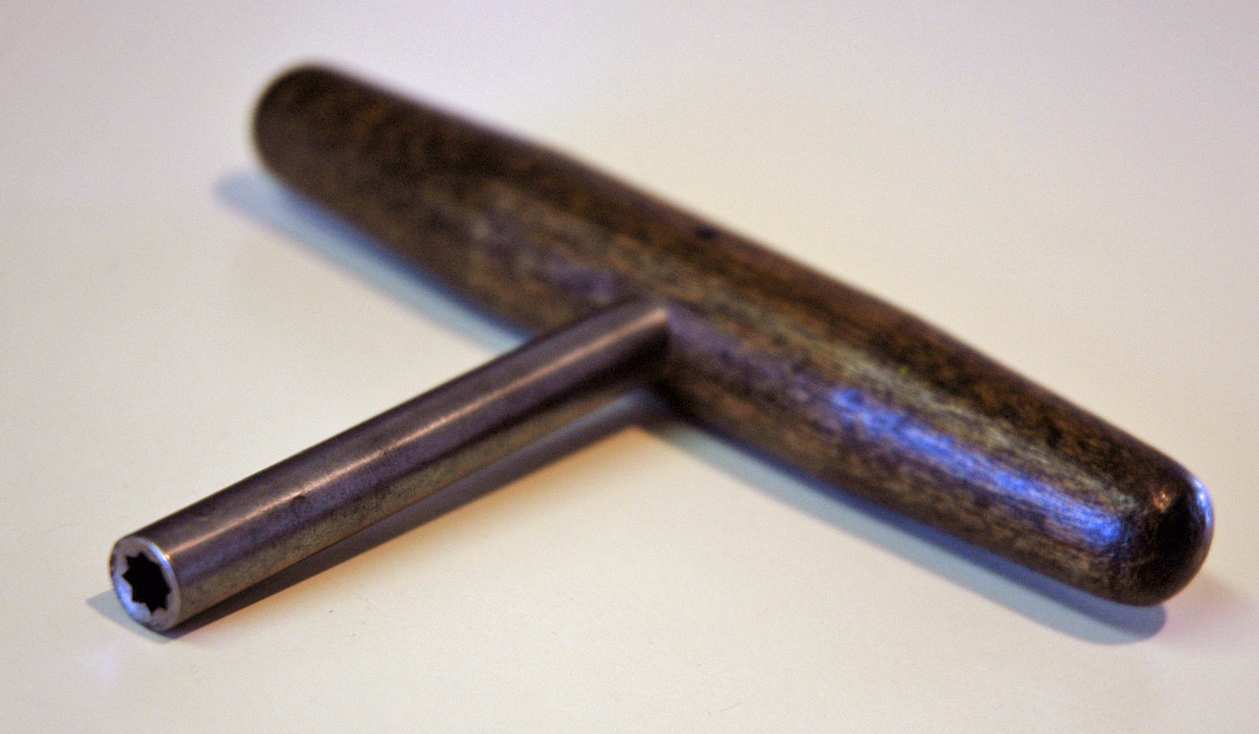
Торцевий ключ для настроювання музичних інструментів
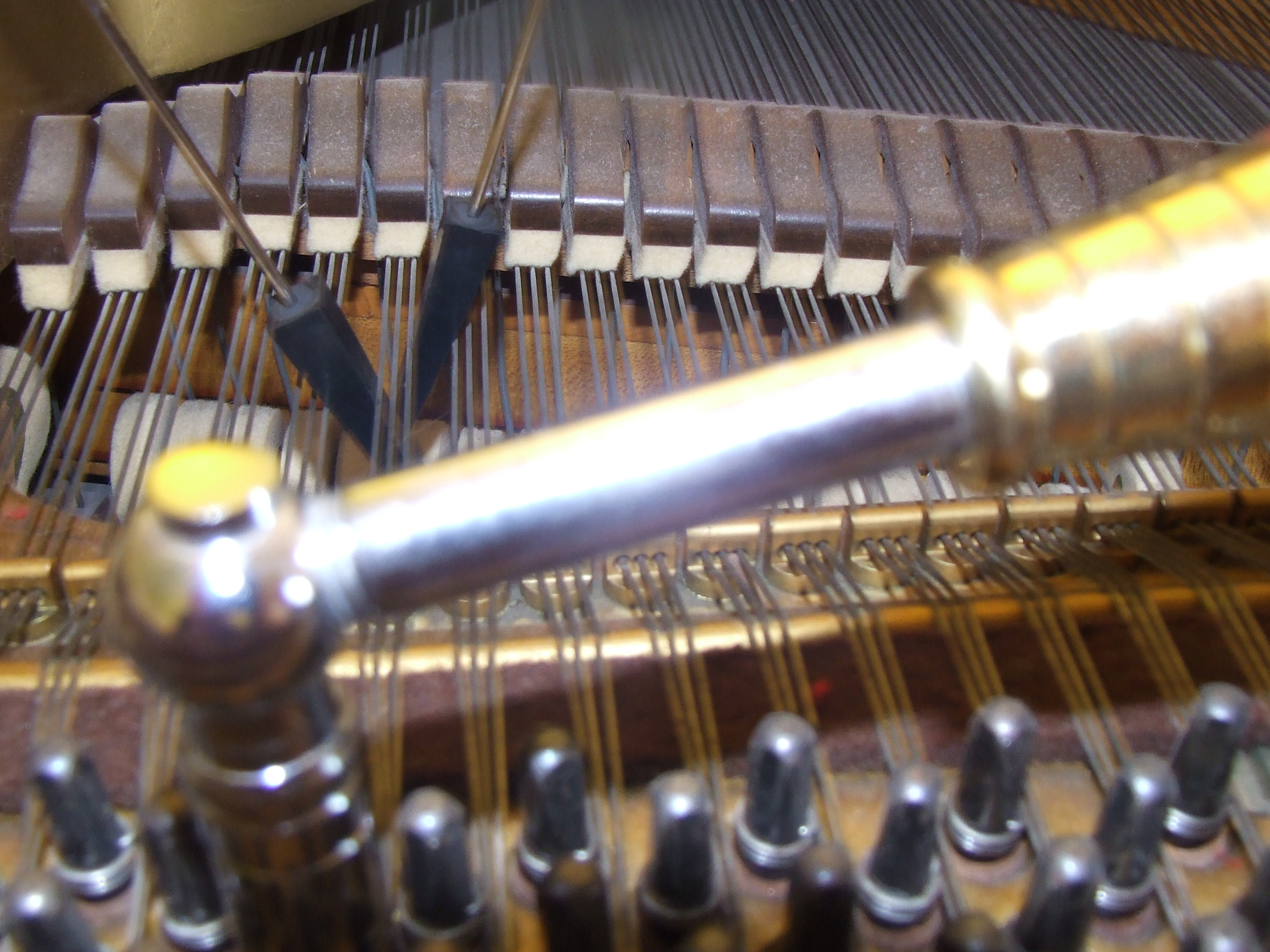
Настроювання фортепіано: регулювання вірбелів
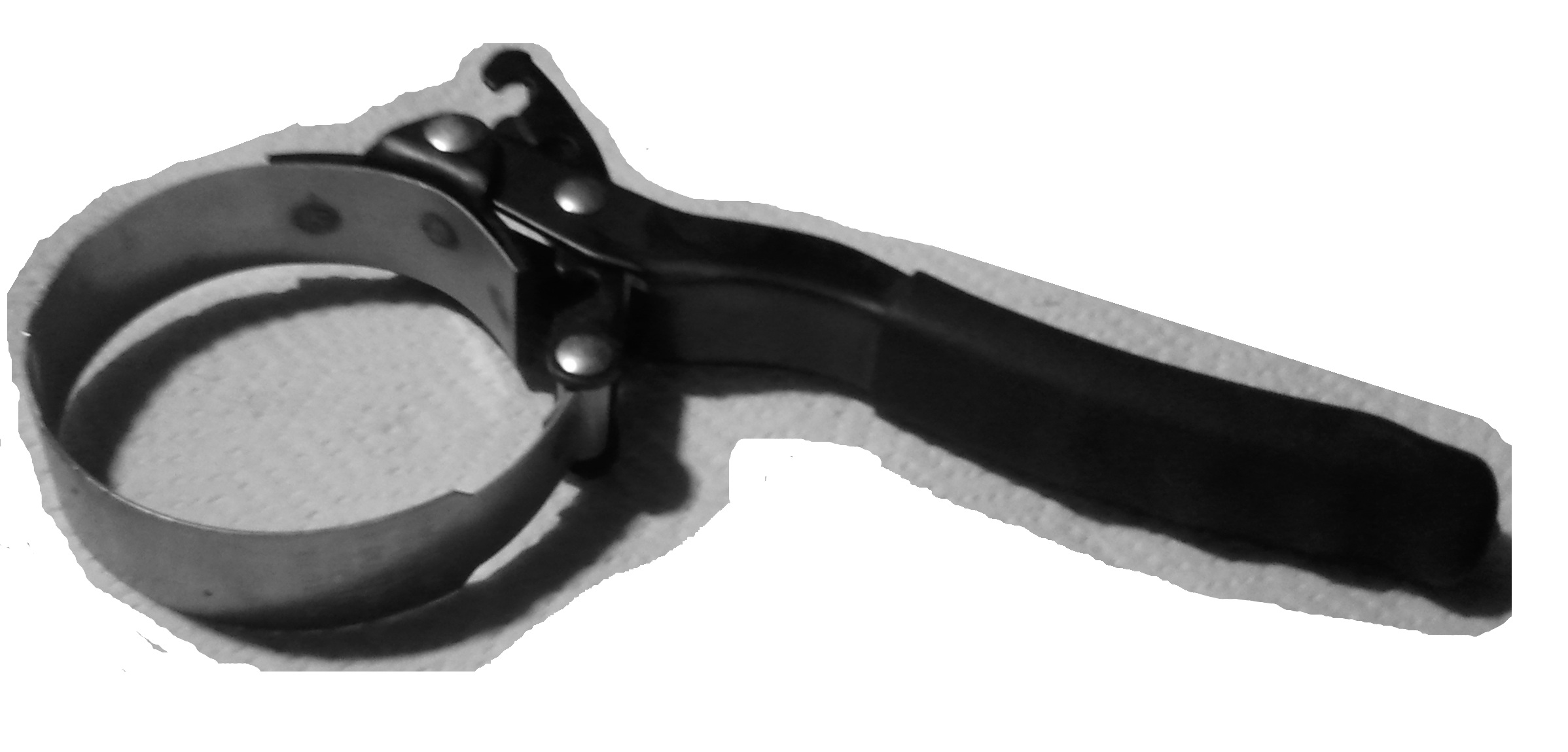
Ключ для мастильних фільтрів
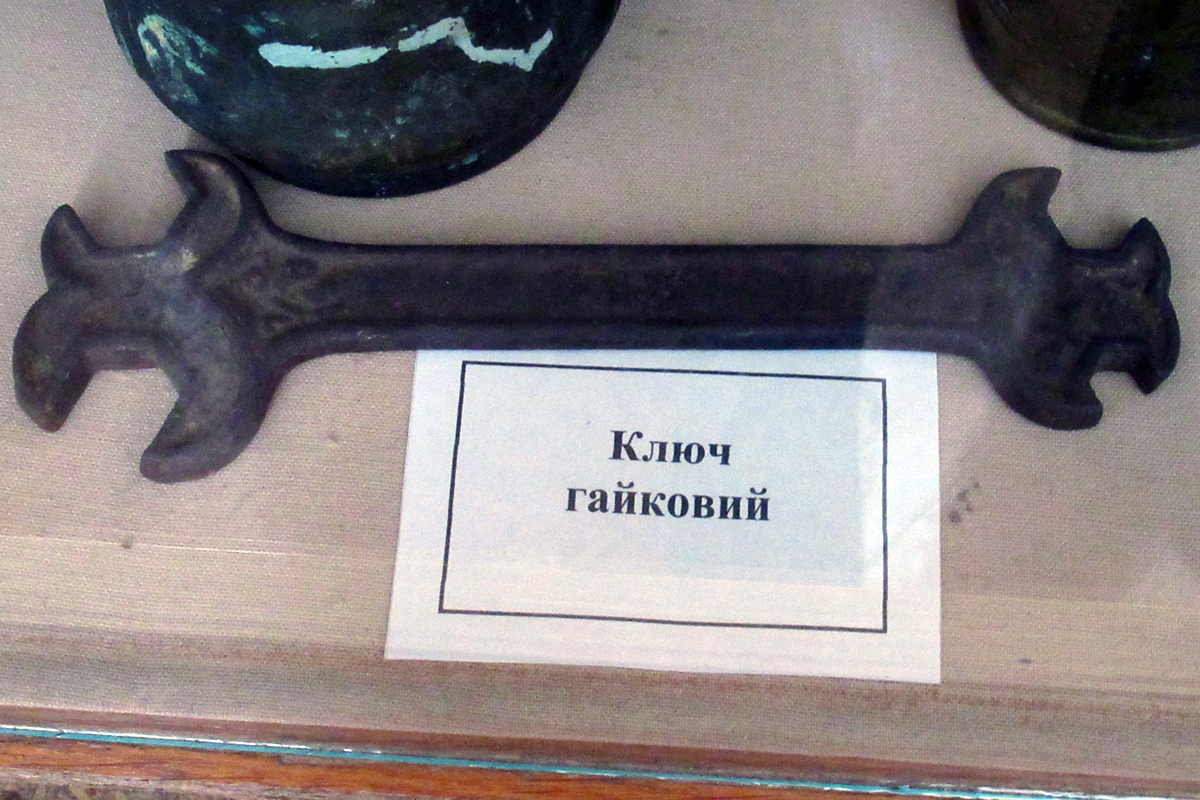
ключ із чотирма зівами в музеї історії Бердичева
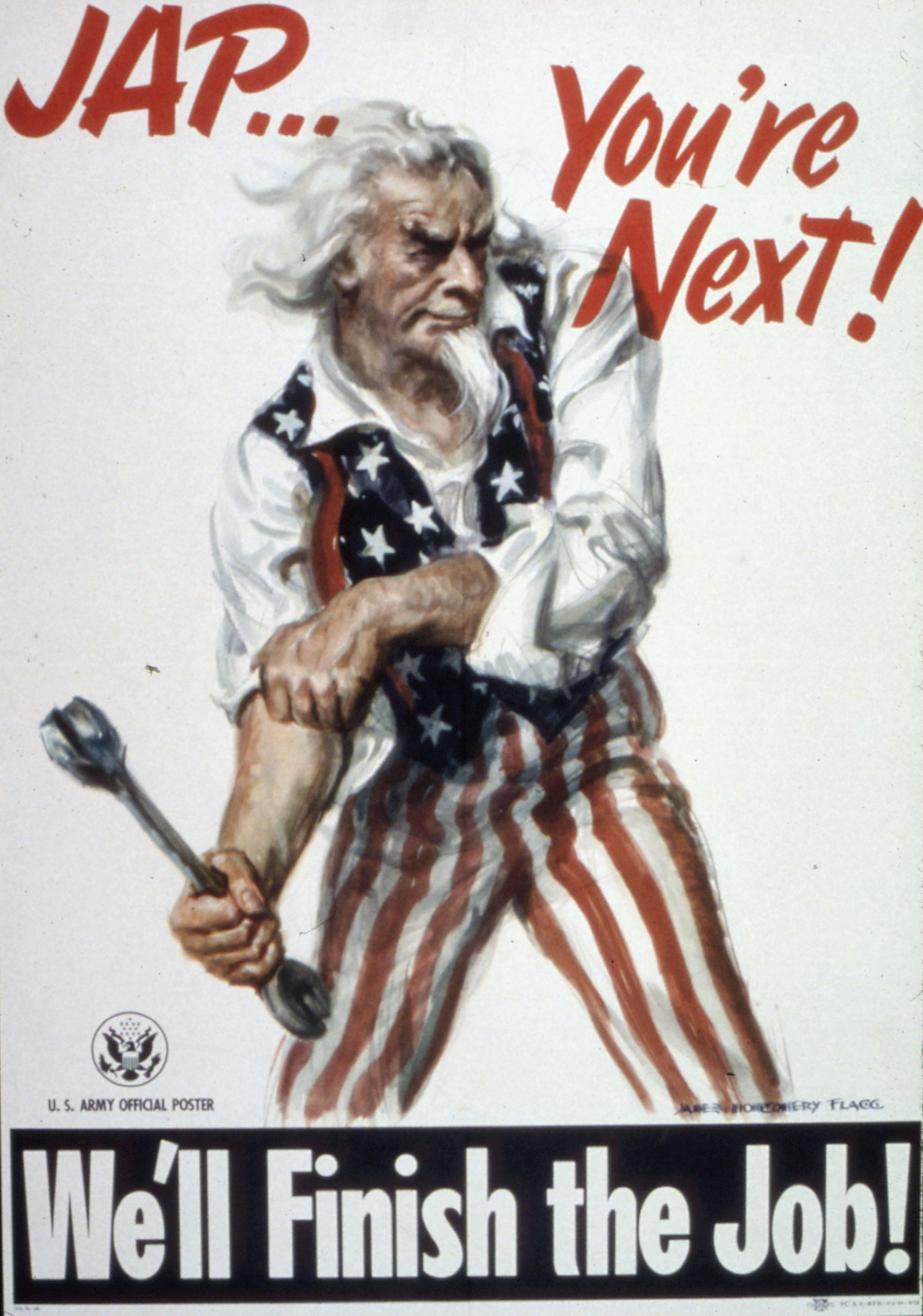
Дядько Сем з ключем на американському плакаті часів Другої Світової війни. Напис: «Япончуку… ти наступний!» «Ми закінчимо роботу!»
Німецький дорожній знак з французьким ключем